# Райнгард Їргль
Райнгард Їргль (нім. Reinhard Jirgl; нар. 16 січня 1953) — німецький письменник. Лавреат багатьох літературних премій, в тому числі премії імені Георга Бюхнера (2010).

## Біографія
Райнгард Їргль народився 16 січня 1953 року у Східному Берліні. Під час навчання у старших класах школи освоїв спеціальність електрика. У 1971—1975 вивчав електроніку в Берлінському університеті імені Гумбольдта. Отримавши диплом, кілька років працював як інженер. У 1978 році залишив професійну кар'єру і влаштувався освітлювачем у берлінський театр «Фольксбюне» (Volksbühne), де працював аж до падіння Берлінської стіни.
Писати прозу Їргль почав у студентські роки. Свою першу закінчену книгу «Мама-Тато-Роман» (Mutter Vater Roman) він спробував видати в 1985 році, але рукопис було відхилено за «немарксистське розуміння історії». Однак, незважаючи на невдачу, Їргль продовжив писати «у стіл». До 1990 року, коли зникла НДР і відбулося об'єднання Німеччини, у нього були готові до друку шість книг. «Мама-Тато-Роман» був виданий у тому ж році, за ним з'явилися подальші публікації.
У 1991 році за роман «У відкритому морі» (Im offenen Meer) Їргль отримав першу літературну нагороду — премію імені Анни Зегерс. Премія імені Альфреда Дебліна, присуджена два роки по тому за книгу «Прощання з ворогами» (Abschied von den Feinden), принесла письменникові популярність. Їргль став постійним автором поважного мюнхенського видавництва «Ганзер». Незважаючи на досягнуті успіхи, критика сприймала творчість Їргля неоднозначно. Загальне визнання зумів завоювати роман «Незавершені» (Die Unvollendete), що вийшов у 2003 році. Саме цей твір, одночасно з епосом «Тиша» (Die Stille, 2009), було відзначено, коли в 2010 році письменник удостоївся премії імені Георга Бюхнера, яка закріпила за ним репутацію провідного автора об'єднаної Німеччини.

## Творчість
Тематика творчості Райнгарда Їргля звернена до новітньої німецької історії (охоплюючи період від кайзерівської імперії до НДР і після), і тих травм, які велика історія завдає свідомості «людини натовпу» і «людини мислячої, відчуваючої, яка має пам'ять». Пильна цікавість до людської психіки, до її темного боку, а також соціально-філософська спрямованість книг, «палка віра в рятівну силу слова і думки» зближують його з Гансом Генні Янном. Тексти Їргля непрості для сприйняття, оскільки він руйнує фабулу, навмисно ускладнює композицію, експериментує з жанром і з мовою і, тим самим, розвиває експресіоністську лінію в німецькій літературі, виступаючи своєрідним спадкоємцем Альфреда Дебліна. Мова Їргля сповнена незвичайних «словесних гібридів», відступів від традиційної орфографії, а вигадана ним витончена система пунктуації з великою кількістю дужок і інтонаційних знаків, що стоять на незвичних місцях, додатково уповільнює процес читання.

## Переклади українською
- Райнгард Їрґль // Вертиголов та інші політичні тварини. Антологія німецької літератури 90-х років XX ст. упор. Неля Ваховська& – Київ: Грані-Т, 2011. – ISBN 978-966-465-353-1